# Boi (grupo folclórico)
Boi carnavalesco é um tipo de agremiação ou simples grupo de foliões que brincam o Carnaval ou outra festividade em torno da figura do boi, quase sempre tendo a dança teatralizada do Bumba meu boi com ponto central. Na maioria das cidades, o desfile de bois, a exemplo das escolas de samba, possui caráter competitivo.
São originários da Região Nordeste do Brasil, porém os bois mais famosos são os de Parintins, sendo que nesta cidade há um festival de bois, que não ocorre no período carnavalesco, mas no meio do ano. Há também os bois de reis.

## Bois de meio de ano
O boi-bumbá, como é conhecido no Amazonas, possui uma forte tradição em Parintins, que remonta às três primeiras décadas do século XX, com a fundação do Boi Garantido e do Boi Caprichoso, sendo que para alguns historiadores, este seria descendente do Boi Galante. Há ainda o Boi Bumbá Campineiro, que chegou a disputar o festival na década de 1980, mas atualmente encontra-se afastado das competições.
Inspirados nos bois de Parintins, agremiações similares surgiram em outras cidades. Em 2011, foi organizado o 1º Festival Folclórico de Manaus, onde disputaram as agremiações Corre Campo, Brilhante e Garanhão.

## Boi de reis
É típico do Ceará, porém também ocorre em outros estados. Luís da Câmara Cascudo diferenciou o boi de reis do Rio Grande do Norte com o nome de boi calemba.

## Boi carnavalesco
Tradicionais no estado, os bois tem grande importância no Carnaval do Recife, sendo um dos tipos de agremiação participantes do Carnaval Multicultural.
Também existem no estado do Rio de Janeiro, onde há disputa oficial no Carnaval de Campos dos Goytacazes.